# Concílio de Worms
O Concílio de Worms, também chamado de Sínodo de Worms, foi um sínodo eclesiástico convocado pelo imperador do ocidente Henrique IV em janeiro de 1076 na cidade de Worms, na Alemanha. O objetivo era chegar num acordo sobre a condenação do papa Gregório VII e o sucesso de Henrique em conseguir atingi-lo marcou o início da controvérsia das investiduras.
Dos trinta e oito bispos alemães, vinte e quatro estiveram presentes. Os defensores de Henrique incluíam Adalbero de Würzburg, William I, bispo de Utrecht, e Henrique de Verdun. O cardeal Hugh de Remiremont, que tinha cortado relações com o papa, discursou contra Gregório no concílio, que foi considerado como "deposto". Gebhard de Salzburg, um defensor de Gregório, não se manifestou.